# Pal·ladi de Suedra
Pal·ladi de Suedra (grec antic: Παλλάδιος, llatí: Palladius) va ser un bisbe de Suedra a la Pamfília que va escriure a Epifani I de Constància (nom que llavors portava la ciutat de Salamina de Xipre) una carta on plantejava algunes qüestions sobre la Trinitat, i que estava encapçalada per les paraules: ̓Επιστολὴ γραφει̂σα παρὰ Παλλαδίου τη̂ς αὐτη̂ς τπόλεως Σουέδρων πολιτευομένου καὶ ἀποσταλει̂σα πρὸς τὸν αὐτὸν ἅγιον ̓Επιφάνιον αἰτήσαντος καὶ αὐτου̂ περὶ τω̂ν αὐτω̂ν, Palladii ejusdem Suedrorum urbis civis ad Sanctum Epiphanium Epistola, qua idem ab eo postulat.